# ساوث بكين (إلينوي)
ساوث بكين (بالإنجليزية: South Pekin)‏ هي منطقة سكنية تقع في الولايات المتحدة في مقاطعة تيزويل. يقدر عدد سكانها بـ 1,146 نسمة .

## الموقع الجغرافي
الموقع الجغرافي للمناطق المحيطة بهذه النقطة هو كالتالي: